# あいたくて、あえなくて、あいしてる
「あいたくて、あえなくて、あいしてる」は、日本のJ-POPグループ・ONE☆DRAFTの11枚目のシングルである。2013年4月3日発売。発売元は徳間ジャパンコミュニケーションズ。

## 概要
前作から約2年半ぶりのリリースであり、徳間ジャパンコミュニケーションズ移籍後初のリリースとなる作品。
また、表題曲とカップリング曲のインストゥルメンタルバージョンが収録されるのは3rdシングルの「一歩一歩～終わりなき道しるべ～」以来となる。

## 収録曲
1. あいたくて、あえなくて、あいしてる
作詞：LANCE・田中花乃、作曲：LANCE、編曲：谷口尚久・塩川満己
MBS『ロケみつ ザ・ワールド』2013年4月度エンディングテーマ
以前からライブで披露されていた楽曲の1つであり、リリースに伴い、歌詞やアレンジに大幅な変更がなされた。
2. 絆
作詞：ONE☆DRAFT、作曲：LANCE・RYO・塩川満己・SAYALA、編曲：塩川満己
スマートフォン用ゲーム『SWORD OF PHANTASIA』テーマソング
3. あいたくて、あえなくて、あいしてる(Instrumental)
4. 絆(Instrumental)